# Carex jamesii
Carex jamesii Schwein. es una especie de planta herbácea de la familia Cyperaceae.

## Hábitat
Es nativa de América del Norte y se distribuye al este de Minnesota a Nueva York y el sur de Oklahoma y Carolina del Sur. Se desarrolla en bosques de frondosas y flores desde principios de mayo a mediados de julio. 

## Descripción
En su género, es un distintivo de las especies cuando está en flor. Dispone de dos a cuatro perigonios. Sus semillas son dispersadas por hormigas.
Dentro de la familia Cyperaceae Carex jamesii se encuentra en la sección Phyllostachys y es la más estrechamente relacionada con Carex juniperorum y Carex willdenowii.

## Taxonomía
Carex jamesii fue descrita por  Lewis David von Schweinitz y publicado en Annals of the Lyceum of Natural History of New York 1(1): 67. 1824.
Etimología
Ver: Carex
Sinonimia
- Carex austromontana Parish
- Carex disperma Kunth
- Carex jacintoensis Parish
- Carex jamesii var. austromontana (Parish) Kük.
- Carex steudelii Kunth
- Dapedostachys steudelii (Kunth) Fedde & J.Schust.[2]